# You Keep on Moving
You Keep on Moving ist ein Lied der britischen Hardrockband Deep Purple, das 1975 auf dem Album Come Taste the Band und später auch als Single veröffentlicht wurde.

## Aufnahme
You Keep on Moving entstand laut einem Interview mit dem Ex-Deep-Purple-Organisten Jon Lord höchstwahrscheinlich während der Sessions für das Album Burn im Herbst 1973, wo es aber aufgrund der Ablehnung durch Ritchie Blackmore keinen Platz fand. Schließlich gelangte das Lied nach dem Ausscheiden Blackmores als abschließendes Stück auf das Album Come Taste the Band. In einer verkürzten Version wurde der Song entweder mit Dealer oder Love Child als Single herausgegeben.

## Würdigung
You Keep on Moving ist als Höhepunkt des Albums und als letzter Klassiker der Band in den 1970er-Jahren anzusehen. Es gilt als das funkrocklastige Gegenstück zum Hardrock-Klassiker der vorigen Besetzung, Child in Time, an den es durch seinen Aufbau und seine Struktur erinnert. David Moskowitz würdigt das Lied in seinem Werk 100 Greatest Bands of All Time: A Guide to the Legends Who Rocked the World; er beschreibt es als durch Motown-Harmonien inspiriert und mit souligen Orgelspiel ausgestattet.

## Liveaufführungen
Deep Purple führte den Song während der Come Taste the Band Tour Ende 1975 live auf, und veröffentlichte ihn auf dem Album Last Concert in Japan, welches erst 1977 nach der Auflösung der Band erschien.

## Coverversionen
Coverversionen stammen unter anderem von Ex-Deep-Purple-Bassist Glenn Hughes mit Rata Blanca und Black County Communion. 2014 wurde der Song zum Gedenken an den verstorbenen Deep-Purple-Organisten Jon Lord (Celebrating Jon Lord) mit Glenn Hughes, Ian Paice und Don Airey (Deep Purple), Bruce Dickinson (Iron Maiden) sowie Rick Wakeman im Rahmen der Sunflower Jam in der Londoner Royal Albert Hall aufgeführt. 2015 coverte Ex-Deep-Purple-Sänger David Coverdale den Song mit seiner Band Whitesnake auf dem The Purple Album.